# Massacre de Springhill
La massacre de Springhill va ser un assassinat massiu contra cinc residents catòlics a mans de soldats de l'exèrcit britànic a la finca de Springhill, a Belfast Occidental, Irlanda del Nord, el 9 de juliol de 1972, en el marc del conflicte nord-irlandès. Tres de les víctimes eren adolescents, inclosa una noia de 13 anys, i un altre era un sacerdot catòlic que onejava una bandera blanca quan anava a atendre un dels ferits.

## Context
El conflicte a Irlanda del Nord, causat per divisions etnonacionalistes, va augmentar en l'escala de violència per l'increment de discriminacions de drets civils i polítics així com una política activa de resposta pròpia del socialisme revolucionari. D'aquesta forma, les faccions paramilitars republicanes i lleialistes, a més de la Royal Ulster Constabulary i l'exèrcit britànic, van persistir en els seus atemptats a Irlanda del Nord des de 1969, amb diversos centenars de persones ferides o assassinades. La zona de l'oest de Belfast va estar especialment afectada per enfrontaments violents entre elements de la comunitat irlandesa i les forces policials i militars de l'estat britànic. L'oest de Belfast era cada cop més una zona problemàtica per a la policia i l'exèrcit donada l'hostilitat oberta de la població cap a la seva presència i l'activitat de les forces paramilitars republicanes irlandeses al barri, amb un Exèrcit Republicà Irlandès Provisional cada cop més fort i agressiu.

## Enfrontament armat

### Versió de l'IRA Provisional
Segons una declaració de l'Exèrcit Republicà Irlandès Provisional (PIRA), el 10 de juliol de 1972, franctiradors de l'exèrcit britànic del Regiment de Paracaigudistes van ocupar una posició al pati de fusta de Corry, a Springhill, Belfast Occidental, i es va veure que l'estaven reforçant amb sacs de sorra. Posteriorment, dos cotxes es van dirigir als voltants i es va observar que el destacament de l'exèrcit britànic obria foc contra ells, disparant dos trets als vehicles. Un dels cotxes es va allunyar a gran velocitat, mentre que l'altre va conduir una curta distància i després es va aturar i els ocupants van sortir. Sobre els ocupants que sortien del vehicle l'exèrcit britànic va obrir foc contra ells. Un dels ocupants del cotxe aturat va ser colpejat per una bala al cap i va caure greument ferit. Un resident local, Brian Petticrew, en veure l'incident proper, va córrer a ajudar l'home ferit, però també el van disparar i va rebre impactes de bala a l'esquena i al braç. Aleshores, el germà d'aquest home i un amic van córrer cap a l'ocupant abatut, però tots dos també van resultar ferits per trets de foc.
En algun moment de l'incident, una noia de 13 anys, Margaret Gargan, va morir a trets. Un rector, el pare Noel Fitzpatrick, i Patrick Butler, un transeünt, van córrer a ajudar-la. Es té constància que Fitzpatrick va agitar un drap blanc per sobre del seu cap per mostrar-se com a no combatent, però també els van disparar i els van matar. Totes les víctimes estaven desarmades.

### Versió de l'exèrcit britànic

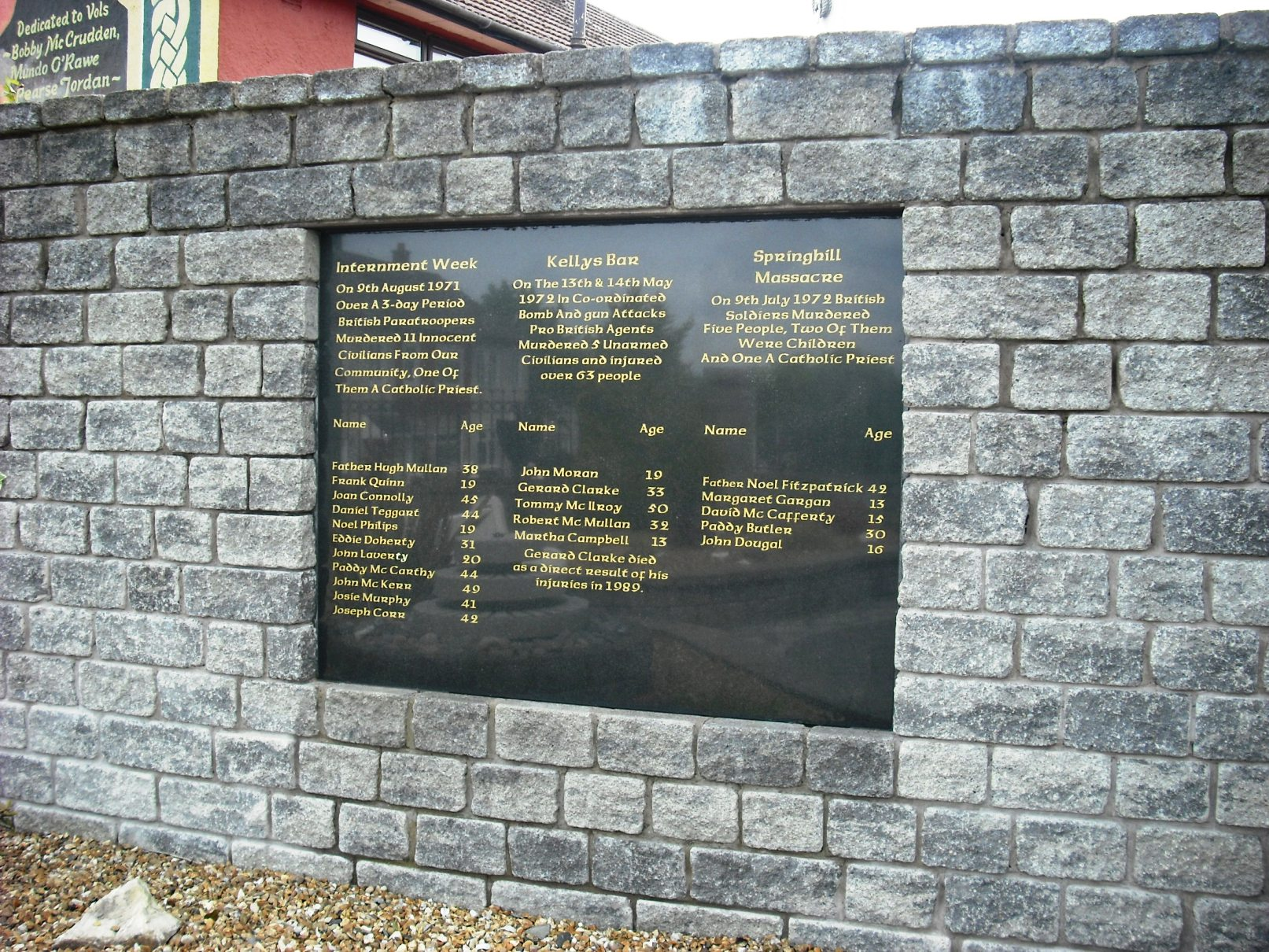
Els morts commemorats en un jardí memorial republicà a Ballymurphy, Belfast

L'exèrcit britànic va negar la declaració del PIRA sobre els fets i va afirmar que les seves tropes van ser disparades primer pels pistolers de l'IRA Provisional, posant fi a l'alto el foc temporal a la zona de Belfast Occidental d'aquell moment. Un portaveu de l'exèrcit britànic va declarar: «Hi havia hagut un fort intercanvi de focs entre l'IRA i les tropes, alguns dels morts i ferits, sens dubte, van quedar atrapats en un foc creuat». L'endemà, 10 de juliol de 1972, l'exèrcit britànic va declarar que s'havia trobat a homes armats en el lloc dels fets i que havien estat assassinats en el foc creuat amb el seu destacament. Es va informar que dos dels cinc morts, que eren els ocupants del vehicle aturat, John Dougal (16 anys) i David McCafferty (15 anys), eren membres de l'ala juvenil de l'IRA Provisional, el Fianna Éireann.

## Conseqüències
La investigació va registrar un veredicte «obert» sobre els fets mortals, que des d'aleshores i de vegades se l'ha anomenat com a «la massacre oblidada», perquè s'ha vist eclipsada pel tiroteig massiu Diumenge Sagnant a Derry només uns mesos abans, en què soldats britànics van disparar a 26 civils catòlics desarmats, només la meitat dels quals va sobreviure; i la massacre de Ballymurphy de l'any anterior, en què membres del mateix batalló van matar 11 civils durant tres dies.
D'ençà de la massacre, i durant diverses dècades, hi ha hagut campanyes intermitents de grups de pressió de familiars de les víctimes, buscant una nova investigació legal sobre l'esdeveniment. El 2014, el fiscal general d'Irlanda del Nord, John Larkin QC, va anunciar que s'havien programat noves investigacions sobre les morts que es van produir a Springhill.
Hi ha dos monuments commemoratius per als assassinats, tots dos a Ballymurphy, Belfast: el Jardí Memorial de la Massacre de Springhill (dedicat el 4 de maig de 1999) i el Gairdin Cuimhneachain de Ballymurphy (acabat el 27 de novembre de 2005 que també commemora altres residents de la zona assassinats per l'exèrcit britànic i grups paramilitars lleialistes).